# Інститут мікробіології і вірусології імені Д. К. Заболотного НАН України
Інститут мікробіології і вірусології ім. Д. К. Заболотного НАН України — провідна в Україні державна науково-дослідна установа у галузі систематики, фізіології, біохімії  та генетики бактерій, мікроскопічних грибів та вірусів, мікробної біотехнології. Він в ходить до складу Відділення біохімії, фізіології і молекулярної біології НАН України (ВБФМБ НАН України).

## Історія
Інститут було засновано 31 травня 1928 року всесвітньо відомим вченим академіком Д. К. Заболотним, який у той період очолював Всеукраїнську Академію наук. Назва інституту на той час звучала як Інститут мікробіології та епідеміології ВУАН. 1930 року Інституту мікробіології та епідеміології було присвоєно ім’я академіка Д.К. Заболотного.
За рокі існування ІМВ НАН України його очолювали видатні вчені. Першим директором Інституту (1928-1929 рр.) був його засновник, акад. Д.К. Заболотний. У 1930 році його очолював доктор біологічних наук  Михайло Іванович Штуцер, Микола Васильович Стадніченко (1930—1933), член-кореспондент АН УРСР Гнат Омелянович Ручко (1933—1937), Петро Єфремович Марусенко (1937—1941), академік АН УРСР Віктор Григорович Дроботько (1944—1962), член-кореспондент АН УРСР Московець Семен Микитович (1962—1971), член-кореспондент АН УРСР Затула Дмитро Григорович (1971—1977), академік НАН України Валерій Веніамінович Смірнов (1977—2002), 2003-2021 р.р. – академік НАН України Валентин Степанович Підгорський. З грудня 2021 р. Інститут очолює акад. НАН України Співак Микола Якович.
Вже майже століття науковці інституту успішно працюють над вирішенням практичних питань у своїй сфері.
Із кінця 30-х років в інституті стрімко розвивався новий науковий напрямок – вчення про аліментарні токсини та токсиноутворення. Його початком стали успішні дослідження та подолання не відомого на той час масового смертельного захворювання коней (стахіботрітоксикоз) в західних областях України та Білорусі (1937 р.).   
Ця хвороба охопила більше трьох сотень колгоспів та спричинила загибель більше п’яти тисяч тварин. Співробітники інституту показали, що захворювання і загибель коней викликає токсичний штам сапрофітного гриба Stachybotrys alternans, який уражав грубі корми, в основному солому, що викликало смерть тварин.  
Це дало змогу протягом року ліквідувати цю небезпечну хворобу. Саме ця наукова робота принесла перші державні премії Всеукраїнській академії наук. Першими її лауреатами стали П.Є. Марусенко, П.Д. Ятель, Б.Е. Айзенман, В.Г. Дроботько, Д.Г. Кудлай, Н.Г. Колесник, Н.М. Підоплічко, Б.І. Каган.
Значення відкриття полягало не тільки в тому, що були знайдені причини нового захворювання, але і в тому, що було вперше доказано новий своєрідний тип захворювання і вперше встановлено, що його може викликати сапрофітний пліснявий гриб. Ці дослідження отримали активне продовження у всьому світі.
З початком війни інститут було евакуйовано до Уфи (Башкирія), де він продовжував працювати в складі Інституту зообіології АН УРСР. В евакуації співробітниками інституту були створені лікарські препарати на основі бактеріофагів (В.Г. Дроботько), встановлено чинники згубної для людей «токсичної ангіни» (М.М. Підоплічко, В.Й. Білай).
Після повернення до Києва у 1944 році новим науковим напрямком Інституту став пошук нових антибіотиків. Так, 1948 року був винайдений новий лікарський препарат Мікроцид з гриба роду Penicillum (М.М. Підоплічко, В.Й. Білай), а з рослинної сировини – широко відомі лікарськи засоби Іманін, Новоїманін, Сальвін, Аренарин (В.Г. Дроботько, Б.Ю. Айзенман, О.Я. Рашба, К.Г. Бельтюкова, А.Д. Бобир). В цей час також активно розвиваються дослідження у галузі ґрунтової мікробіології, зокрема проблеми фіксації атмосферного азоту бульбочковими та вільно існуючими мікроорганізмами.
1960 року в Інституті створено відділ вірусології, а 1963 року до його складу включено лабораторію генетики Інституту зоології та лабораторії хімії нуклеїнових кислот і хімії білків Інституту органічної хімії, і Інститут було перейменовано в Інститут мікробіології і вірусології ім. Д.К. Заболотного АН УРСР. Ряд відділів було об’єднано в сектори: вірусології (С.М. Гершензон) і технічної мікробіології (Є.І. Квасников).
1968 року на базі Інституту мікробіології і вірусології створено сектор молекулярної біології і генетики, який згодом (1973 р.) став самостійним Інститутом молекулярної біології і генетики АН України.
При дослідженні вірусів комах і тварин було відкрито явище передачі генетичної інформації від РНК до ДНК (С.М. Гершензон). Дослідження в галузі вірусології були спрямовані на вивчення фітопатогенних вірусів, аденовірусів людини, ціанофагів і бактеріофагів (С.М. Московець, Н.С. Дяченко, Я.Г. Кишко, А.Д. Бобир, М.І. Менджул). Селекціоновано високопродуктивні раси мікроорганізмів для виробництва білково-вітамінних концентратів на основі вуглеводнів нафти, природнього газу, метилового та етилового спиртів, органічних відходів (Є.І. Квасников, Ю.Р. Малашенко, Підгорський В.С.).
У 1969 році почав розвиватися новий напрямок ґрунтової мікробіології - біогеохімічна діяльність мікроорганізмів і біокорозія підземних споруд. Дослідниками інституту вперше встановлено біогенну природу корозії підземних металевих і бетонних споруд. Коли у підземному тунелі 2-х нових станцій Київського метро почалися активні корозійні процеси (200 тисяч кріпильних сталевих болтів, які тримали чавунні тюбинги тунелю, були уражені корозією майже на 40%), вчені Інституту встановили, що агресивне середовище створюють розповсюджені в ґрунті тіонові бактерії, які сприяють окисненню сірки до сірчаної кислоти. Тобто, корозійно небезпечне мікробне угрупування на поверхні металу або покриття утворює біоплівку, архітектоніка якої сформована відновленими сполуками сірки та екзополімерами мікроорганізмів, серед яких домінують сульфатвідновлювальні бактерії. Результати цих досліджень дозволили розробити адекватні засоби нормалізації підземного середовища, а також розробити методику прогнозування і попередження корозійних ситуацій на магістральних газопроводах (К.І. Андреюк, І.П. Козлова, Г.О. Іутинська).
У 1970 році співробітники інституту брали участь у ліквідації спалаху холери на півдні України та в Криму. За півтора місяці напруженої роботи епідемічне вогнище холери вдалося ефективно локалізувати і ліквідувати.
У 1970-2000 рр. наукові дослідження Інституту стрімко розвивались. Зокрема у цей період створено генетичну карту стрептоміцетів, встановлено двонаправленість реплікації їх хромосом (Б.П. Мацелюх), відкрито явище полібіотрофії у бактерій, встановлено циркадні ритми стійкості рослин до фітопатогенних бактерій (Р.І. Гвоздяк). Запропоновано схему класифікації бактерій роду Pseudomonas та ключ для ідентифікації видів, отримано оригінальний антибіотик батумін з вибірковою дією щодо стафілококів, який не має аналогів серед відомих груп антибіотиків (В.В. Смірнов, О.А. Кіпріанова).
Розроблено і сформульовано фундаментальні принципи відбору бактеріальних культур роду Bacillus для включення до складу пробіотиків і створено ряд нових біопрепаратів різної спрямованої дії. Серед них бактерин-СЛ, ендоспори, біоспорин, субалін, фітоспорин та інші (В.В. Смірнов, С.Р. Резнік, І.Б. Сорокулова, Сафронова Л.А.).
Вчені Інституту взяли активну участь у дослідженнях наслідків аварії на Чорнобильській АЕС. Так, зокрема вперше в світі встановлено явище радіотропізму міцеліальних грибів (Н.М. Жданова). 
Встановлена лімфотропність аденовірусів і створена модель змішаної інфекції лімфоцитів аденовірусами, ВІЛ і вірусом Епштейна-Барр (Н.С. Дяченко). Створено оригінальні технології одержання гамма-інтерферонів людини і тварин (Я.Г. Кішко, М.Я. Співак). 
Наприкінці 90-х і донині активно розвиваються дослідження метабуломіки і метагеноміки мікробних угруповань ґрунтів. На основі метаболітів ґрунтових стрептоміцетів створено новітні препарати для стимулювання росту рослин і підвищення їх стійкості до захворювань і кліматичних стресів (Аверком, Аверком нова, Аверстим та інші) (Г.О. Іутинська, Л.О. Білявська). Розроблено і впроваджено у виробництво пробіотичні препарати на основі молочнокислих бактерій та продукти харчування людини (Геролакт, закваска Стрептосан та ін.) (В.С. Підгорський, Н.К. Коваленко). Розроблено біотехнологію зниження виділення метану у вугільних шахтах (І.К. Курдиш). Розроблено технології на основі мікробного гранульованого біокаталізатора, які призначені для детоксикації екологічно небезпечних твердих і рідких промислових та комунальних відходів (О.Б. Таширев, В.О. Романовська).

## Структура
Структуру Інституту складають 11 наукових відділів:
- фізіології промислових мікроорганізмів;
- антибіотиків;
- загальної і ґрунтової мікробіології;
- фітопатогенних бактерій;
- біохімії мікроорганізмів;
- фізіології і систематики мікроміцетів;
- молекулярної генетики бактеріофагів;
- проблем інтерферону і імуномодуляторів;
- репродукції вірусів
- біології екстремофільних мікроорганізмів;
- мікробіологічних процесів на твердих поверхнях,

а також 4 наукові лабораторії у межах відділів:
- лабораторія вірусів рослин;
- лабораторія генетики мікроорганізмів;
- лабораторія біологічних полімерних сполук;
- лабораторія інновацій і трансферу технологій;
- лабораторія біотехнології мікробного синтезу.

До складу Інституту входить також музей-садиба Д.К. Заболотного в с. Заболотне Крижопільського району Вінницької області.
В Інституті мікробіології і вірусології ім. Д.К. Заболотного працює біля 250 осіб, з яких 103 є безпосередньо науковими співробітниками (серед них 20 докторів наук, 3 доктора філософії та 73 кандидати наук). В Інституті працює 2 академіка НАН України (В.С. Підгорський, М.Я. Співак), академік НААН України (В.П. Патика), 3 член-кореспонденти НАН України (Б.П. Мацелюх, Г.О. Іутинська, Ф.І. Товкач). 
Інститут акредитований на право проведення досліджень з гігієнічного нормування і регламентації біологічних препаратів на основі мікроорганізмів і вірусів. При інституті працюють дві акредитовані лабораторії: випробувальна лабораторія грибостійкості і мікробіологічних досліджень технічних медичних виробів і матеріалів; лабораторія з експертизи біологічних властивостей виробничих штамів мікроорганізмів - показників якості бактеріальних препаратів, продуктів і пробіотиків.

## Наукова діяльність
Основними напрямками наукової діяльності Інституту в останні роки є:
- вивчення систематичного положення та біологічних властивостей молочнокислих, спорових, фітопатогенних, ґрунтових бактерій, актинобактерій, міцеліальних грибів, дріжджів та інших мікроорганізмів;
- дослідження продукції антибіотиків, ферментів, полісахаридів, бактеріоцинів, пігментів тощо;
- генетичну селекцією промислово важливих штамів мікроорганізмів;
- вивчення мікробіоценозу фітосфери, розробку мікробних препаратів для підвищення стресостійкості рослин та ефективності агротехнологій;
- вивчення екології вірусів рослин та їх біоінформатичний аналіз;
- дослідження в сфері генетики бактеріофагів та плазмідної геноміки;
- дослідження антивірусної активності речовин різної природи;
- вивчення системи інтерферону та інших імунорегуляторних цитокінів в нормі та при патологічних процесах;
- дослідженні грибостійкості різних технічних виробів та матеріалів;
- моделюванні мікробної деструкції різноманітних відходів, а також хлорорганічних пестицидів, нафтових забруднень, ксенобіотиків – для використання у природоохоронних технологіях;
- вивченні екстремофільних мікроорганізмів природних і техногенних екосистем;
- розробці мікробних методів виробництва біопалива.

Інститут мікробіології і вірусології ім. Д.К. Заболотного НАН України має ліцензію на провадження віщої освіти на третьому освітньо-науковому рівні вищої освіти. Підготовка аспірантів відбувається за ОП «Мікробіологія», «Вірусологія», «Біотехнологія».
В Інституті мікробіології і вірусології ім. Д.К. Заболотного НАН України функціонує спеціалізована вчена рада Д 26.233.01 із захисту дисертацій на здобуття наукового ступеня доктора наук за наступними спеціальностями:
03.00.06 – вірусологія
03.00.07 – мікробіологія
03.00.20 – біотехнологія

## Розробки
Серед розробок інституту – численні мікробні технології та десятки мікробних препаратів. 
Серед них препарати для сільського господарства і медицини, препарати для природоохоронних технологій та промисловості.
Розробки для сільського господарства включають препарати для тваринництва та рослинництва. Препарати для тваринництва призначені для підвищення чисельності поголів’я, сприяння нарощуванню маси тварин, покращення засвоюваності кормів (Лактин-К, Бовілакт, Лактосан, Літосил), захисту від кишкових та гнійних інфекцій (Ендоспорин). Препарати для рослинництва включають препарати з азотфіксувальною, фосфатмобілізувальною дією (Азогран, Азотобактерин-К, Екориз, Фосфобактерин, Екофосфорин, Ековітал); фітопротектори з антибактеріальною, противірусною, інсектицидною та нематицидну дією (Аверком, Фітоспорин); препарати, що сприяють росту і розвитку рослин та підвищують стійкість до захворювань (Гаупсин та інші). 
Серед препаратів для медицини – антимікробні та ферментні препарати, антиоксиданти, пробіотики, тест-системи, імуноглобуліни. Серед них – Мікроцид, Іманін, Новоіманін, Сальвін, Поліміксин В, Батумін, Лективір, Галактооксидаза, Глюкозооксидаза, Бета-каротин, Біоспорин, Субалін, Діастаф, Імуноглобулін людини проти герпесу звичайного 1 типу. 
Препарати для природоохоронних технологій – мікробні препарати для очищення ґрунтів (Біорем) стічних вод (МБК) та ліквідації наслідків розливів сирої нафти і нафтопродуктів (Еколан-М).
В числі препаратів для промисловості – продукти функціонального харчування на основі молочнокислих бактерій (Стрептосан, Геролакт тощо) полімери мікробного походження (ЕПАА, Ксампан) для харчової, текстильної, шкіряної, деревообробної промисловості, нафтовидобутку тощо.

## Видання
ІМВ ім Д.К. Заболотного НАН України видає “МІКРОБІОЛОГІЧНИЙ ЖУРНАЛ” (ISSN 1028-0987, що  є рецензованим виданням та входить до бази даних SCOPUS, реферується в PubMed і був заснований у 1934 р. 
Наразі журнал індексується або реферується у наукометричних базах даних Scopus, EBSCO, CrossRef, Google Scholar, Ulrich's Periodicals Directory, УРЖ Джерело та Наукова періодика України Національної бібліотеки України ім. В.І. Вернадського. Журнал входить до Переліку наукових фахових видань МОН України, категорія А.
У виданні публікуються закінчені експериментальні роботи, оглядові статті, короткі та дискусійні повідомлення, рецензії на видання, статті з історії науки та біографічні портрети видатних вчених, а також наукова хроніка в галузі загальної, ґрунтової, технічної та медичної мікробіології, фізіології промислових мікроорганізмів, експериментальної мікології, теоретичних та прикладних аспектів вірусології, генетики, біохімії та молекулярної біології мікроорганізмів, виробництва нових біологічно активних речовин мікроорганізмів, а також біотехнології та охорони навколишнього середовища з використанням мікроорганізмів.

## Українська колекція мікроорганізмів
ІМВ НАН України підтримує та поповнює колекцію непатогенних мікроорганізмів – Українську колекцію мікроорганізмів (УКМ, UCM). 
УКМ є найбільшою в Україні колекцією непатогенних штамів мікроорганізмів з офіційним державним статусом.  Колекція має статус об’єкта національного надбання України (Постанова КМУ від 1 квітня 1999 р. № 527) та зареєстрована у Всесвітньому центрі даних про мікроорганізми (акронім – UCM, номер – 1203).
У колекції зберігаються унікальні штами мікроорганізмів різних таксономічних груп, як виділені в Україні, так і типові, отримані з відомих зарубіжних колекцій. 
Фонди УКМ включають більше 5600 культур мікроорганізмів, представлених понад 1000 видами та 300 родами. Колекція налічує більше 300 типових штамів різних видів мікроорганізмів, в тому числі представники видів, вперше описаних дослідниками Інституту (наприклад, деякі спороутворюючі, метилотрофні, морські грам-негативні бактерії і актинобактерії). 
Колекційні фонди колекції включають міцеліальні гриби, дріжджі і різні групи бактерій, зокрема азотфіксувальні бактерії, аеробні спорові бактерії роду Bacillus, актинобактерії родів Streptomyces, Rhodococcus, Gordonia, Dietzia і споріднених таксонів, фітопатогенні, молочнокислі, метанокиснювальні та інші метилотрофні бактерії, сапротрофні види роду Pseudomonas і деяких інших таксонів грам-негативних бактерій, референтні (фармакологічні) тест-штами бактерій для оцінки якості лікарських засобів та інших цілей, мікоплазми, депозитні патентні штами бактерій, дріжджів та грибів. 
Серед колекційних штамів є унікальні штами-продуценти ферментів, антибіотиків, імуномодуляторів, стимуляторів росту рослин, деструктори широкого спектру дії стійких органічних забруднювачів навколишнього середовища, які слугують основою для розробки біопрепаратів для сільського господарства, медицини і охорони довкілля.
Перше видання Каталогу УКМ вийшло у 1998 році, друге – у 2007 році. 